# Данцер

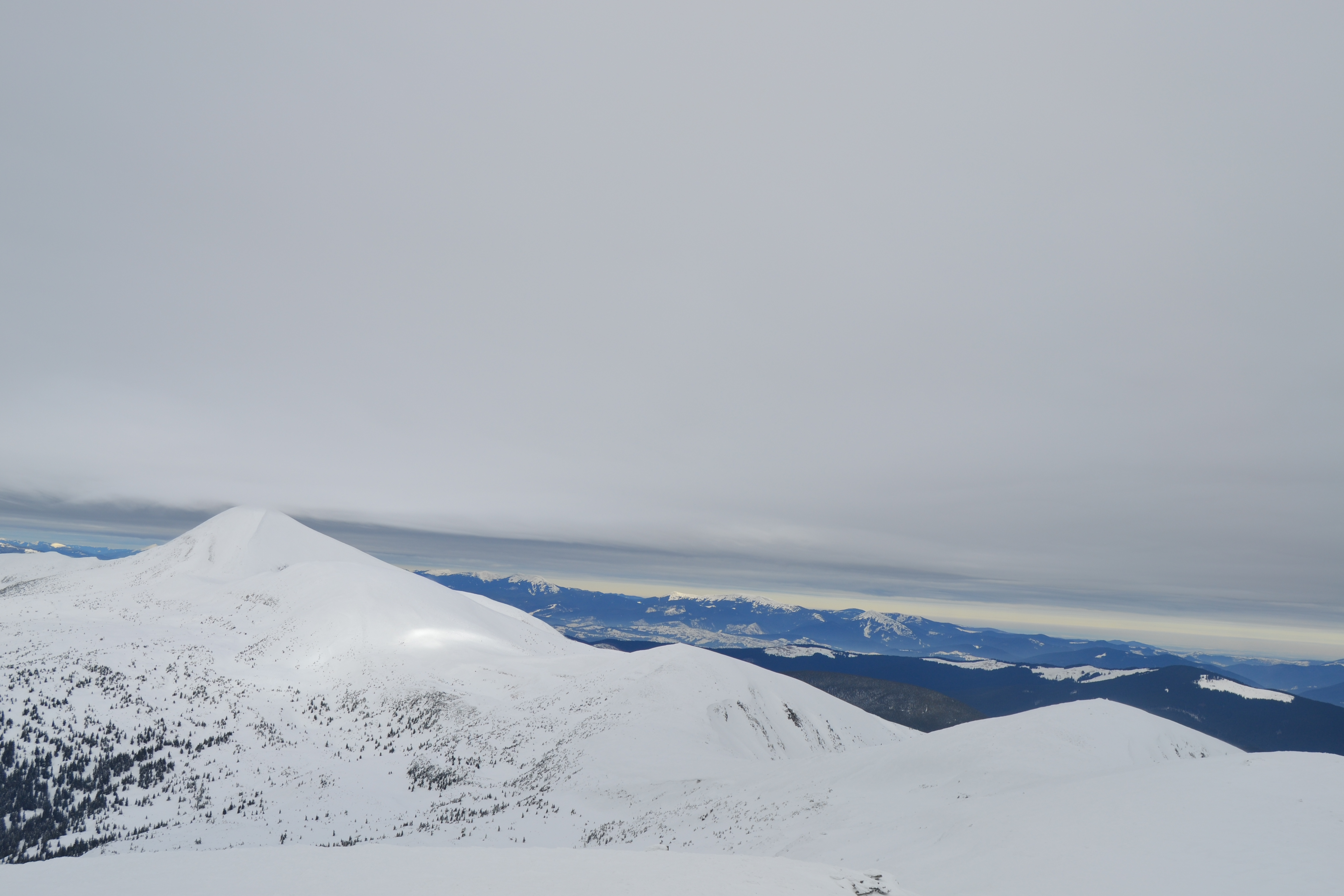
Вид на г. Говерлу (ліворуч), г. Пожижевську (по центру) і г. Данцер (праворуч) з г. Туркул

Да́нцер (інша назва Данціж) — одна з вершин Чорногірського масиву Українських Карпат. Висота — 1850 м. Розташована на межі Івано-Франківської та Закарпатської областей, у північно-західній частині хребта Чорногора, між вершинами Пожижевська (1822 м) на північному заході і Туркул (1933 м) на півдні.
Західні схили гори спускаються в урочище Озірний. На г. Данцер трапляються рідкісні види рослин - дзвоники пилчасті (Campanula serrata), грястиця словацька (Dactylis slovenica), костриця карпатська (Festuca carpatica), костриця Порція (Festuca porcii), борщівник карпатський (Heracleum carpaticum), сон білий (Pulsatilla alba), жовтець круглолистий (Ranunculus tatrae).

## Туристичні стежки
- — вздовж червоного маркера з г. Пожижевської. Час ходьби по маршруту ~ 1 год., ↓ ~ 1 год.
- — вздовж червоного маркера з г. Туркул. Час ходьби по маршруту ~ 1 год., ↓ ~ 1 год.